# Исчезнувшие населённые пункты Алтайского края
Исчезнувшие населённые пункты Алтайского края — перечень прекративших существование населённых пунктов на территории современного Алтайского края.
В силу разных причин они были покинуты жителями, или включены в состав других населённых пунктов.

## 2010 год
7 октября: железнодорожная казарма 335 км Алейского района, разъезды Лобзоватый Завьяловского района, Косиха Косихинского района и Кучук Благовещенского района

## 2009 год
- 10 июня: разъезд Невский, посёлок Карасёво[3]
- 24 декабря: пос. Садовск, село Бедреп[4]

## 2003 год
- упразднёны и включёны в городскую черту[5]:
  - рабочие посёлки Новосиликатный, Затон — в Барнаул
  - посёлок городского типа Нагорный и рабочий посёлок Сорокино — в Бийск
  - рабочие посёлки Белоярск и Новогорский, посёлок Токарево — в Новоалтайск.

## 2000 год
Октябрь: разъезды Плотава, Хорошавка в Благовещенском районе
.
Ноябрь: село Казанда.
28 декабря: село Верх-Тогул

## 1983 год
- посёлки: Лобзоватый, Сергеевка в Благовещенском районе, Розовский в Суетском районе[9]

## Дата неизвестна
В начале 1970-х годов упразднён посёлок Алексеевка Николаевского сельсовета в Благовещенском районе.
Ликвидировано в 1970-е годы село Полковая Слобода в Кулундинском районе.